# ナノ粒子
ナノ粒子（ナノりゅうし、Nanoparticle）とは、物質をナノメートルのオーダー（1-100ナノメートル）の粒子にしたものである。
比表面積が極めて大きいこと、量子サイズ効果（量子ドット）によって特有の物性を示すことなど、一般的な大きさの固体（バルク）の材料とは異なる性質を示すことから、幅広い分野での研究・利用が進められている。

## 製法
ナノ粒子の製法は、目的や材料に合わせていくつもの方法が開発されている。
バルク金属からの物理法(粉砕法)と金属原子を生成させて作る化学法(凝集法)とに分けられ、化学法は反応させる場によってさらに区別され、液相の場合は湿式法、気相の場合は乾式法とされる。

### 物理法

#### 粉砕法
材料の塊をボールミルやジェットミルなどで砕き、ナノメートルの大きさまで小さくする。初期の頃から使用されてきたが収率が低く、素材によっては粉砕の過程で変性するので適用できず、得られる粒径も均一ではないので分粒工程を要する。

### 化学法

#### 凝集法(還元法)
原料となるイオンまたは錯体を還元剤または電気化学的に還元し、凝集させてナノ粒子化する。湿式法。

#### 熱分解法
原料をそのまま、あるいは担体に担持させて加熱分解する。

#### 熱プラズマ法
高温プラズマ中で蒸発させ急冷させる。高周波（RF）式と直流（DC）式がある。RF式では同時に化学反応させる事が可能。CVDによるナノ粒子合成もできる。

#### レーザー蒸発法
レーザー蒸発で急速に蒸発させる。乾式法。

#### 化学気相成長
乾式法。気相中で化学気相成長 (CVD)で化学反応を起こす。

#### 活性液面連続真空蒸着法
回転する真空ドラムの中に油とそれに溶ける界面活性剤を入れ、ドラムの中央に金属を2000℃近くまで加熱する蒸発源を置き、回転するドラムの内側の面は常に油膜で覆われるが、油膜の表面には界面活性剤分子の親水基が並んでいて、蒸発した金属原子はこの親水基に吸着・凝縮し固体の金属微粒子になると同時に、界面活性剤分子に包み込まれて成長が止まる。一方、成長が不十分なものは分解し蒸発してしまうため、得られる微粒子は固体を維持できる最低限の大きさ、臨界核となる。

## 用途
金・銀・銅などの電気抵抗率が小さな金属のナノ粒子は、分散剤や希釈剤によってペースト状のインクとすることで、IC基板などに電気配線を形成できると期待されている。
金・銀のナノ粒子は表面プラズモン共鳴による特有の吸光を示し、新しい色素やセンサーとして研究されている。ステンドグラスの鮮やかな赤色は、金ナノ粒子による発色の典型例である。また、バルクの金は一般に触媒不活性であるが、金ナノ粒子は様々な反応に対して触媒活性を示すことが見出され、トイレの脱臭触媒として実用化されている。
白金のナノ粒子は燃料電池をはじめ様々な分野で触媒として利用される。食品等の用途では白金ナノコロイドとも呼ばれる。
硫化亜鉛やセレン化カドミウムなど、半導体のナノ粒子は発光材料として知られ、量子ドットとも呼ばれる。